# Gurumapa

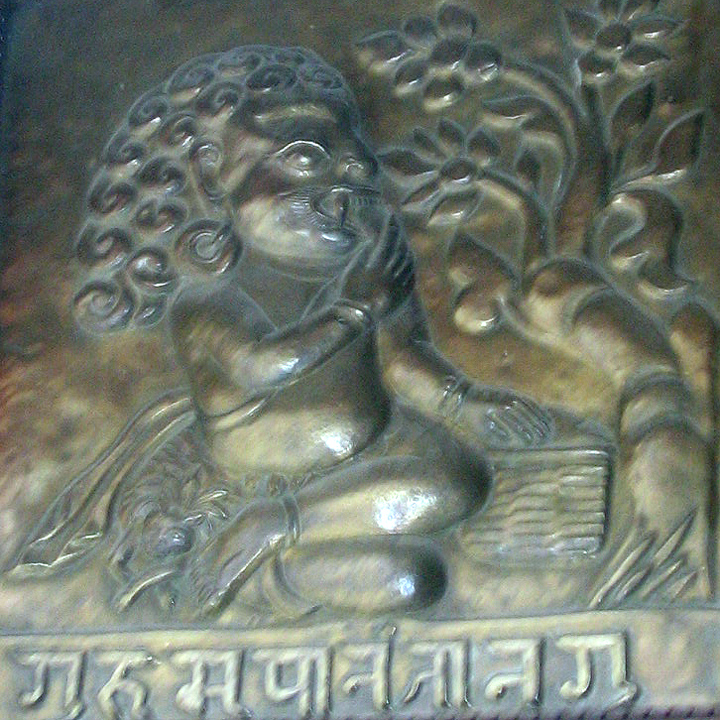
Placa en Itum Bahal, Katmandú. En la descripción dice "Gurumapa comiendo arroz".

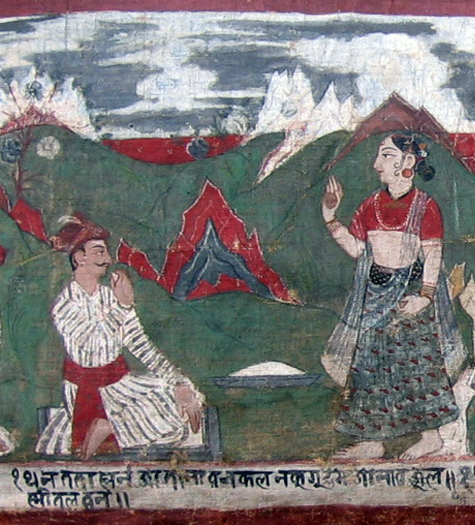
Kesh Chandra y su hermana, en una antigua pintura.

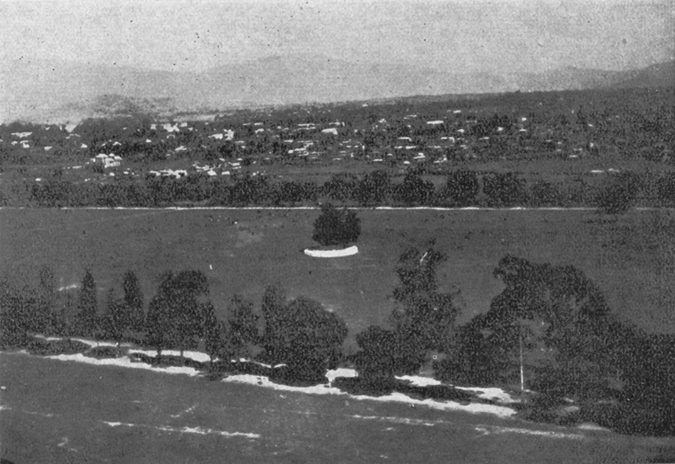
Tinkhya (Tundikhel) campo abierto en Katmandú, 1939.

Gurumāpā (en devanagari: गुरुमापा) Es una criatura mítica del folclore de Nepal Mandala. Según la leyenda, se dice que la criatura se llevaba a los niños desobedientes, y por ello, fue expulsado hacia un campo en Katmandú.
La historia de Gurumapa es uno de los cuentos populares más conocidos de la sociedad newa. El ser es descrito como un gigante, cuyo rostro es aterrador y con sobresalientes colmillos.

## La leyenda

### Kesh Chandra
La historia comienza con un ludópata llamado Kesh Chandra quién vivía en Itumbaha, un patio sagrado en el centro de Katmandú. Después de haber perdido todas sus propiedades por el juego, fue a vivir con su hermana. Pero cuándo robó incluso el plato que usaba para almorzar para apostarlo, su hermana, queriendo darle una lección, le sirvió su arroz en el piso.
Profundamente herido, Kesh Chandra recogió su comida con un pañuelo y recorrió una larga distancia hacia el bosque, que está en las afueras de la ciudad. Sintiéndose hambriento, desenvolvió el arroz, y descubrió que la comida se había echado a perder, y que se estaba llena de gusanos. Así que dejó la comida secándose en el sol, y se quedó dormido.

### Los excrementos se transforman en oro
Cuándo Kesh Chandra despertó,descubrió que las palomas se comieron todo el arroz . Estaba tan triste, que se puso a llorar. Sintiendo lástima, las palomas dejaron sus excrementos, los cuales se convirtieron en oro. Había tanto oro que no podía llevárselo todo. Cuando pensaba en qué hacer con el oro, vio a Gurumapa, un gigante devorador de hombres que vivía en el bosque, acercándose. Había sido atraído por el olor de la presa.
Kesh Chandran lo tranquilizó llamándolo tío, y le persuadió de que cargara el oro hacia su casa, con la promesa de que iba a realizar una fiesta y el derecho de llevarse los niños, si sus padres lo llamasen, cuando estos se porten mal. Tras ello, Chandra llevó a Gurumapa a su hogar en Itumbaha y lo dejó vivir en el ático. Con el transcurso del tiempo, los niños comenzaron a desaparecer, cada vez que sus padres les advertían de que Gurumapa se los iba a llevar, si seguían siendo desobedientes.

### Expulsado a Tundikhel
Los residentes locales decidieron que no era seguro continuar manteniendo a Gurumapa en el vecindario. Prometieron proporcionarle un festín anual de arroz hervido y carne de búfalo, si este aceptara vivir en el campo de Tinkhya (Tundikhel). Y entonces, el gigante aceptó la oferta, y decidió irse a vivir al campo. Hasta el día de hoy, los habitantes locales realizan una fiesta en el día de Ghode Jatra para Gurumapa y lo dejan en el campo, que actualmente es una plaza de armas del lugar.